# تولد تلقائي

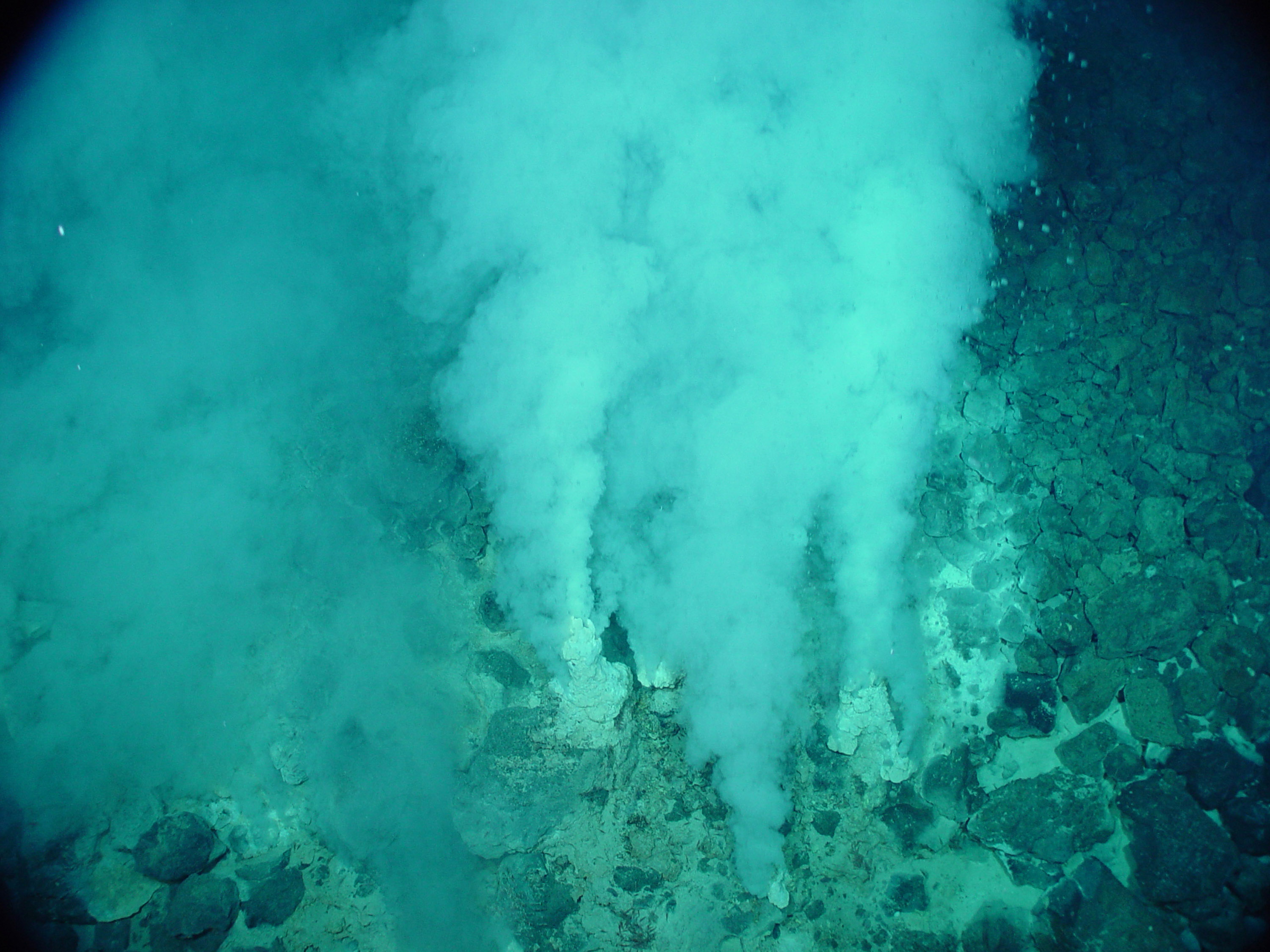
أقدم أشكال الحياة المعروفة على كوكب الأرض ميكروبات متحجرة مفترضة موجودة في المنفسات المائية الحرارية، والتي قد تكون عاشت منذ 4.28 مليار سنة مضت بعد فترة قصيرة من تكون المحيطات منذ 4.41 مليار سنة وبعد فترة ليست طويلة من تكوين كوكب الأرض منذ 4.54 مليار سنة.

التولد التلقائي أو التخلق التلقائي  أو تكاثر ذاتي أو توالد ذاتى (أو بصورة غير رسمية أصل الحياة) هي افتراضية العملية الطبيعية التي نتجت عنها الحياة من مواد غير حية، مثل المركبات العضوية. في حين لا تزال تفاصيل هذه العملية غير معروفة، إلا أن الفرضيات العلمية السائدة هي أن الانتقال من المواد غير الحية إلى الكيانات الحية لم يكن حدثا واحدا وإنما عملية تدريجية من زيادة التعقيد والتي تضمنت التضاعف الذاتي الجزيئي والتجميع الذاتي والتحفيز الذاتي وظهور الغشاء الخلوي. على الرغم من أن التولد التلقائي غير مثير للجدل بين العلماء، إلا أنه لا يوجد نموذج واحد متفق عليه لأصل الحياة، ويمثل هذا المقال مبادئ متعددة وفرضيات عن كيف يمكن أن يكون التولد التلقائي قد حدث.
يدرس العلماء التولد التلقائي من خلال خليط من علم الأحياء الجزيئي وعلم الأحياء القديمة وعلم الأحياء الفلكي وعلم المحيطات والفيزياء الحيوية والجيوكيمياء والكيمياء الحيوية، ويهدفون إلى تحديد كيف أدت التفاعلات الكيميائية السابقة للحياة إلى نشوء الحياة. قد تكون دراسة التولد التلقائي جزءا من فيزياء الأرض أو الكيمياء أو علم الأحياء، بينما تحاول الأساليب الحديثة خلق اصطناع من الثلاثة إذ أن الحياة نشأت على كوكب الأرض في ظروف مختلفة تماما من ظروف الأرض اليوم. تعمل الحياة من خلال الكيمياء المتخصصة للكربون والماء وهي مبنية أساسا على أربع عائلات محورية من المواد الكيميائية: الليبيدات (جدران الخلية الدهنية)، والسكريات (السكر والسليلوز)، والأحماض الأمينية (أيض البروتين)، والأحماض النووية (الحمض النووي الريبوزي منزوع الأكسجين ذاتي التضاعف DNA والحمض النووي الريبوزي RNA). على أي نظرية ناجحة للتولد التلقائي أن تفسر أصل هذه العائلات من الجزيئات والتفاعلات فيما بينها. تبحث العديد من الطرق في التولد التلقائي في كيفية بزوغ الجزيئات ذاتية التضاعف (أو مكوناتها) إلى الوجود. يعتقد الباحثون عموما أن الحياة الحالية على سطح الأرض تنحدر من عالم حمض نووي ريبوزي، على الرغم من أن الحياة المبنية على الحمض النووي الريبوزي قد لا تكون أول حياة وُجدت على كوكب الأرض.
أظهرت تجربة ميلر-يوري الكلاسيكية في 1952 والأبحاث المشابهة لها أن معظم الأحماض الأمينية (المكونات الكيميائية للبروتينات المستخدمة في كل الكائنات الحية) يمكن تضنيعها من مركبات لا عضوية تحت ظروف تهدف لتكرار ظروف الأرض في تاريخها المبكر. افترض العلماء عدة مصادر خارجية للطاقة والتي قد تكون قد حفزت هذه التفاعلات، مثل البرق والإشعاع. تركز الطرق الأخرى (مثل فرضية الأيض الأولي) على فهم كيف يمكن أن يكون التحفيز في الأنظمة الكيميائية على الأرض المبكرة قد وفر المركبات الطليعية اللازمة لعملية التضاعف الذاتي. تُنتج الجزيئات العضوية المعقدة في المجموعة الشمسية وفي الفضاء الخارجي، وقد تكون هذه المواد قد شكلت مركبات طليعية لتطور الحياة على سطح الأرض.
قد تكون الكيمياء الحيوية للحياة قد بدأت بعد فترة قصيرة من الانفجار العظيم منذ 13.8 مليار سنة مضت، أثناء العصر القابل للحياة عندما كان عمر الكون فقط من 10 إلى 17 مليون سنة. تقترح فرضية التبذر الشامل أن الحياة الميكروبية قد انتشرت على الأرض المبكرة بواسطة الغبار الكوني والنيازك والكويكبات وغيرها من أجرام النظام الشمسي الصغيرة وأن الحياة قد تكون منتشرة في أنحاء الكون. تفترض فرضية التبذر الشامل أن الحياة نشأت خارج كوكب الأرض، ولكنها لا تفسر بصورة قاطعة مصدرها.
على الرغم من ذلك، فإن كوكب الأرض هو المكان الوحيد في الكون الذي نعرف أنه يحتضن الحياة، وتوفر المستحاثات من الأرض المبكرة أهم مصادر دراسة التولد التلقائي. يبلغ عمر الأرض حوالي 4.54 مليار سنة، بينما يرجع عمر أقدم دليل قاطع على الحياة على الأرض إلى 3.5 مليار سنة على الأقل، وغالبا منذ الحقبة السحيقة الأولى (بين 3.6 إلى 4 مليارات سنة) بعدما بدأت القشرة الجيولوجية في التصلب بعد حقبة الدهر الجهنمي. في مايو 2017، طبقا لعالم الأحياء ستيفن بلير هيدجز: «إذا كانت الحياة قد نشأت بسرعة نسبيا على سطح الأرض، فإنها قد تكون منتشرة في الكون».

## الحياة الحالية، نتيجة التولد التلقائي: علم الأحياء

### تعريف الحياة
هناك ما يصل حتى 123 تعريفًا للحياة.

يوجد خلاف حول تعريف الحياة إلى حد ما؛ إذ تُعرف كتب البيولوجيا المختلفة الحياة بشكل مختلف. يلاحظ جيمس غولد:
تعرّف معظم القواميس الحياة على أنها الخاصية التي تميز الأحياء عن الأموات، وتعرف الموتى على أنهم المحرومون من الحياة. هذه التعريفات الدائرية الفريدة وغير المرضية لا تعطينا أي فكرة عما نشترك فيه مع الكائنات الأولية والنباتات.

كتب نيل كامبل وجين ريس:
تتخطى الظاهرة التي نسميها الحياة تعريفًا بسيطًا من جملة واحدة.

يمكن العثور على هذا الاختلاف أيضًا في الكتب التي تتناول أصل الحياة. يقدم جون كاستي تعريفًا بجملة واحدة:
بالإجماع العام في الوقت الحاضر، يعتبر أي كيان «على قيد الحياة» إذا كان لديه القدرة على تنفيذ ثلاثة أنشطة وظيفية أساسية: التمثيل الغذائي، والإصلاح الذاتي، والتضاعف.
في المقابل، خصص ديرك شولز-ماكوتش ولويس إروين الفصل الأول بأكمله من كتابهما لمناقشة تعريف الحياة.
ومع ذلك، فإن تعريف الحياة الذي تفضله ناسا حاليًا هو أن الحياة «نظام كيميائي قائم بذاته وقادر على التطور الدارويني». ببساطة أكثر، الحياة هي «مادة يمكن أن تتكاثر وتتطور حسب ما يقتضيه البقاء».

#### التخمر

دورة حمض الستريك

قال ألبرت لينينغر نحو عام 1970 أن التخمر، بما في ذلك تحلل الغلوكوز ، هو مصدر طاقة بدائي مناسب لأصل الحياة.
نظرًا إلى أن الكائنات الحية ربما نشأت لأول مرة في جو يفتقر إلى الأكسجين، فإن التخمر اللاهوائي هو أبسط أنواع الآليات البيولوجية وأكثرها بدائية للحصول على الطاقة من جزيئات المغذيات.
يتضمن التخمر تحلل الغلوكوز، والذي يحول الطاقة الكيميائية للسكر إلى الطاقة الكيميائية أدينوسين ثلاثي الفوسفات.

#### التناضح الكيميائي
نظرًا إلى أن التخمر قد شُرح نحو عام 1970، في حين أن آلية الفسفرة التأكسدية لم تشرح مثله، ولا تزال بعض الخلافات قائمة حولها، فقد بدت العمليات الأخرى غير التخمر معقدة للغاية في ذلك الوقت. ومع ذلك، قُبل التناضح الكيميائي لبيتر ميتشل بشكل عام على أنه صحيح.
حتى بيتر ميتشل نفسه افترض أن التخمر يسبق التناضح الكيميائي. ومع ذلك، فإن التناضح الكيميائي منتشر في كل مكان في الحياة. وقد قدم نموذج لأصل الحياة وفقًا للتناضح الكيميائي.
كل من التنفس لدى الميتوكوندريا والتركيب الضوئي في البلاستيدات الخضراء يستفيدان من التناضح الكيميائي لتوليد معظم الأدينوسين ثلاثي الفوسفات.
يمكن اليوم ربط مصادر الطاقة لكل أشكال الحياة تقريبًا بعملية التركيب الضوئي، والحديث عن الإنتاج الأولي بواسطة ضوء الشمس. فالأكسجين الذي يمد الكائنات الحية التي تؤكسد الهيدروجين أو كبريتيد الهيدروجين في المنافس الحرارية المائية في قاع المحيط هو نتيجة لعملية التركيب الضوئي على سطح المحيطات.

##### أدينوسين ثلاثي الفوسفات سينثاز
آلية الأدينوسين ثلاثي الفوسفات سينثاز معقدة وتنطوي على غشاء مغلق يتضمن الأدينوسين ثلاثي الفوسفات سينثاز فيه. يصنع الأدينوسين ثلاثي الفوسفات بواسطة الوحدة الفرعية إف 1 من الأدينوسين ثلاثي الفوسفات سينثاز عن طريق آلية تغيير الربط التي اكتشفها بول بوير. إن الطاقة المطلوبة لإطلاق أدينوسين ثلاثي الفوسفات المترابط بقوة لها أصلها في البروتونات التي تتحرك عبر الغشاء. وتضبط هذه البروتونات عبر الغشاء أثناء التنفس أو التركيب الضوئي.

#### عالم الرنا
تصف فرضية عالم الرنا الأرض في وقت مبكر مع الرنا ذات التضاعف الذاتي والمحفزة، ولكن دون دنا أو بروتينات. من المقبول على نطاق واسع أن الحياة الحالية على الأرض تنحدر من عالم الحمض النووي الريبوزي، على الرغم من أن الحياة القائمة على الرنا ربما لم تكن أول حياة موجودة. وقد استُخلص هذا الاستنتاج من العديد من خطوط الأدلة المستقلة، مثل الملاحظات التي تشير إلى أن الرنا هو مركز لعملية الترجمة وأن الحمض النووي الريبوزي الصغير يمكن أن يحفز جميع المجموعات الكيميائية ونقل المعلومات المطلوبة للحياة. يُطلق على بنية الريبوسوم اسم «دليل قاطع». إذ أظهر أن الريبوسوم عبارة عن إنزيم الحمض النووي الريبوزي، مع لب مركزي من الحمض النووي الريبوزي، ولا توجد سلاسل جانبية للأحماض الأمينية داخل 18 أنغستروم من الموقع النشط حيث يجري تحفيز تكوين رابطة الببتيد. ومع ذلك، في مارس عام 2021، أبلغ الباحثون عن أدلة تشير إلى أن الشكل الأولي من نقل الحمض النووي الريبوزي يمكن أن يكون جزيئًا مكررًا بحد ذاته في التطور المبكر للحياة.
اقترح ألكسندر ريتش مفهوم عالم الحمض النووي الريبوزي (الرنا) لأول مرة في عام 1962، وصاغ المصطلح ولتر غيلبرت في عام 1986. وقدم عالم الفلك تومونوري توتاني نهجًا إحصائيًا في مارس عام 2020 لشرح كيفية إنتاج جزيء رنا نشط أولي بشكل عشوائي في الفضاء الكوني في وقت ما منذ الانفجار العظيم.

### علم تطور السلالات والسلف الشامل الأخير
وضعت الدراسات الجزيئية آخر سلف شامل عالمي (إل يو سي إيه) بين البكتيريا وفرع حيوي مكون من العتائق (البكتيريا القديمة) وحقيقيات النوى (اليوكاريوت) في شجرة تطور السلالات للحياة. وقد وضعت قليل من الدراسات السلف الشامل الأخير في البكتيريا، مقترحة أن العتائق وحقيقيات النوى مشتقة تطوريًا من داخل الإيوبكتيريا. ويفترض توماس كافالييه سميث أن شعبة الكلورو بكتيريا المتنوعة ظاهريًا تحتوي عل السلف الشامل الأخير.
في عام 2005، اقترح بيتر وارد أن الحمض النووي الريبوزي المركب بطريقة لا إحيائية أصبح محاطًا بكبسولة، ثم كوّن مضاعفات إنزيم الحمض النووي الريبوزي، الذي انقسم بين دومينيون ريبوزا (عالم الرنا) ودومين فيوريا (الفيروسات) ودومينيون تيروا (عالم الخلايا).
في عام 2016، جرى تحديد مجموعة من 355 جينًا من المحتمل وجودها في السلف الشامل الأخير لجميع الكائنات الحية التي تعيش على الأرض. ووضع تسلسل ما مجموعه 6.1 مليون جينة بدائية النواة من البكتيريا والعتائق، وتحديد 355 مجموعة من البروتين من بين 286514 مجموعة بروتينية ربما كانت شائعة في السلف الشامل الأخير. تشير النتيجة إلى أن السلف الشامل الأخير كان لاهوائيًا ولديه مسار وود - لونغدال، ومثبت للنيتروجين والكربون، ومحب للحرارة. تشير عوامله المرافقة إلى الاعتماد على بيئة غنية بالهيدروجين وثاني أكسيد الكربون والحديد والفلزات الانتقالية. وتتطلب شفرته الجينية تعديلات النيوكليوسيد والمثيلة. من المحتمل أن السلف الشامل الأخير قد سكن في منفس مائي حراري لا هوائي في بيئة نشطة جيوكيميائيًا.

### القضايا الرئيسية في التولد التلقائي

#### البروتين مقابل الحمض النووي كمقدمة لتخليق البروتين
تتضمن السلائف المحتملة لتطور تخليق البروتين آلية لتجميع العوامل المرافقة الببتيدية القصيرة أو تشكيل آلية لتضاعف الحمض النووي الريبوزي. من المحتمل أن يكون الريبوسوم الموروث مكونًا بالكامل من الحمض النووي الريبوزي، على الرغم من أن البروتينات استولت على بعض الأدوار. تتضمن الأسئلة الرئيسية المتبقية حول هذا الموضوع تحديد القوة الانتقائية لتطور الريبوسوم وتحديد كيفية نشوء الشفرة الجينية.

قال يوجين كونين:
على الرغم من الجهود التجريبية والنظرية الكبيرة، لا توجد سيناريوهات مقنعة حاليًا لأصل التضاعف والترجمة الوراثية، والعمليات الرئيسية التي تشكل معًا جوهر النظم البيولوجية والشرط المسبق الواضح للتطور البيولوجي. قد يوفر مفهوم عالم الرنا أفضل فرصة لحل هذا اللغز، ولكن حتى الآن لا يمكن أن يفسر بشكل كاف ظهور نسخة رنا فعالة أو نظام الترجمة. ويمكن لنسخة إم دبليو أو «عوالم عديدة في عالم واحد» للنموذج الكوني للتضخم الأبدي أن تشير إلى طريقة للخروج من هذا اللغز، لأنه في تعدد أكوان غير محدود مع عدد محدود من التواريخ العيانية المتميزة (كل منها يتكرر عددًا لا نهائيًا من المرات)، فإن ظهور أنظمة شديدة التعقيد عن طريق الصدفة ليس فقط ممكنًا، ولكنه حتمي.

## النماذج الحالية
لا يوجد نموذج واحد متفق عليه لأصل الحياة. وضع العلماء العديد من الفرضيات المحتملة، والتي تشترك في بعض العناصر. في حين تختلف في التفاصيل، إلا أن هذه الفرضيات مبنية على الأطر التي وضعها أليساندر أوبارين (في 1924) وهالدين (في 1925)، والذين وضعا نظرية التطور الجزيئي أو الكيميائي للحياة. طبقا لهما، فإن الجزيئات الأولى التي شكلت الخلايا الأولى «اُصْطُنِعَت في ظروف طبيعية من خلال عملية بطيئة من التطور الجزيئي، ثم انتظمت هذه الجزيئات في صورة أول نظام جزيئي له خواص وفي تنظيم بيولوجي». افترض أوبارين وهالدين أن غلاف الأرض المبكرة ربما قد كان مختزلا في طبيعته، إذ تكون بصورة أساسية من الميثان والأمونيا والماء وكبريتيد الهيدروجين وثاني أكسيد الكربون وأول أكسيد الكربون والفوسفات، سواء مع ندرة الأكسجين الجزيئي والأوزون أو في غيابهما. طبقا لنماذج لاحقة، فإن الغلاف في حقبة الدهر الجهنمي تكون بصورة أساسية من النيتروجين وثاني أكسيد الكربون، مع كميات قليلة من أول أكسيد الكربون والهيدروجين ومركبات الكبريت، ولكن مع نقص في الأكسجين الجزيئي والأوزون، إلا أنه لم يكن مختزلا كيميائيا كما افترض أوبارين وهالدين. في الغلاف الجوي الذي افترضه أوبارين وهالدين، فإن النشاط الكهربي يمكنه إنتاج جزيئات صغيرة معينة مثل الأحماض الأمينية. وقد أظهرت تجربة ميلر-يوري في 1953 تكون تلك الأحماض الأمينية ولكنها لا تتسم بالحياة .
يُطلق على العملية التي حدثت على الأرض المبكرة اسم التطور الكيميائي. منذ نهاية القرن التاسع عشر، فإن التولد التلقائي التطوري يعني زيادة تعقيد وتطور المادة من الحالة الخاملة إلى الحالة الحية. أظهر كل من مانفرد أيغن وسول شبيغلمان أنه يمكن حدوث التطور (بما في ذاك التضاعف والانتواع والاصطفاء الطبيعي) في أعداد الجزيئات كما في الكائنات الحية. استغل شبيغلمان الاصطفاء الطبيعي لاصطناع وحش شبيغلمان والذي احتوى الجينوم الخاص به على 218 قاعدة نوكليوتيد إذ أنه تطور من تفكيك 4500 قاعدة حمض نووي ريبوزي بكتيري.
في أكتوبر 2018، أعلن باحثون من جامعة ماكماستر تطوير تكنولوجيا جديدة أسموها محاكي الكوكب، والتي تساعد في دراسة التولد التلقائي على كوكب الأرض وما بعده. يتكون الجهاز من غرفة مناخ معقدة لدراسة كيفية تجميع الأحجار المكونة للحياة وكيف انتقلت هذه الجزيئات قبل البيولوجية إلى جزيئات حمض نووي ريبوزي ذاتي التضاعف.
وفي جامعة جرينوبل، كُوِّنَت روابط بيبتيدية بسهولة عن طريق تفاعل مجموعة النتريل (المتواجدة في مركبات النتريل الأميني التي تنتج عن تفاعل ستريكر) مع الأحماض الأمينية المحتوية على ثيول (السيستين والهوموسيستين), حيث يعتقد أن هذه التفاعلات كان لها دورا هاما في التطور الكيميائي المؤدي إلى نشأة الحياة على الأرض.

## الأصل الكيميائي للجزيئات العضوية
تأتي العناصر الكيميائية (عدا الهيدروجين والهيليوم) في النهاية من تفاعلات الانصهار النجمي. في 12 أكتوبر 2016، أعلن علماء الفلك أن المكونات الرئيسية للحياة (جزيء كربون-هيدروجين، وأيون كربون-هيدروجين الموجب، وأيون الكربون) هي نتاج الأشعة فوق البنفسجية من النجوم، وليست أشكالا أخرى من إشعاع المستعر الأعظم والنجوم الصغيرة، كما كنا نعتقد من قبل. تتكون الجزيئات المعقدة –بما في ذلك الجزيئات العضوية- طبيعيا سوء في الفضاء أو على الكواكب. هناك مصدران محتملان للجزيئات العضوية على الأرض المبكرة:
1. مصادر أرضية: اصطناع جزيئات عضوية نتيجة لهزات الارتطام أو أي مصادر طاقة أخرى (مثل الأشعة فوق البنفسجية أو الشحنات الكهربية، كما في تجربة ميلر)
2. مصادر خارجية: تكوّن الجزيئات العضوية في السحب بين النجوم والتي تهبط على الكواكب[85][86] (كما في التبذر الشامل).

## انتقاد
يُنظر بشكل نقدي إلى الفرضيات المتعلقة بالتطور الكيميائي وخاصة تفسيراتها المتفائلة فيما يتعلق بتوضيح أصل الحياة. على سبيل المثال ، توصل خبير كيمياء البوليمرات البروفيسور "هانز آر. كريشيلدورف " إلى الاستنتاج التالي بعد تحليل الفرضيات الحالية حول التطور الكيميائي: "إن وجود الفجوات المعرفية العديدة والنتائج السلبية والحجج المضادة في اطار التولد التلقائي [...] يجعل من الصعب ، في ضوء الحالة الحالية للمعرفة ، قبول الوجود السابق لتطور كيميائي الذي يؤدي إلى الحياة من وجهة نظر علمية بعيدة. على الرغم من التطورات العديدة ، لا سيما في إطار الفرضية العامة لـ RNA ، فإن النتائج المتاحة حتى الآن بعيدة كل البعد عن أن تكون كافية لتبرير التطور الكيميائي بشكل كافٍ إلى نقطة وجود الكائنات الحية."“